# Bison bonasus hungarorum
El bisonte de los Cárpatos (Bison bonasus hungarorum) era una subespecie de bisonte europeo que habitó en los montes Cárpatos, Moldavia, y Transilvania. También podría haber vivido en las actuales Ucrania y Hungría.
Su extinción comenzó aproximadamente cien años antes que su primo cercano, el bisonte del Cáucaso, probablemente porque vivió en regiones más cercanas a Europa Central. El último bisonte de los Cárpatos fue cazado en Maramureș en 1852, y la subespecie actualmente se encuentra enteramente extinta.